# Prąd Wschodniogrenlandzki
Prąd Wschodniogrenlandzki (również Prąd Grenlandzki) – zimny prąd morski, oblewający wschodnie wybrzeża Grenlandii, płynący w kierunku południowym przez Cieśninę Duńską do przylądka Farvel na południu wyspy. Na południu łączy się z ciepłym Prądem Irmingera, którego przedłużeniem jest z kolei Prąd Zachodniogrenlandzki. Odpowiada za surowy klimat wyspy Jan Mayen i północnej Islandii.
Prędkość Prądu Wschodniogrenlandzkiego wynosi ok. 1 km/h, temperatura wód powierzchniowych waha się od 1,5 do 3 °C, zasolenie (zależne od temperatury) nie przekracza 34‰. Prąd Wschodniogrenlandzki niesie pak lodowy i góry lodowe pochodzące z Arktyki.